# Peesten

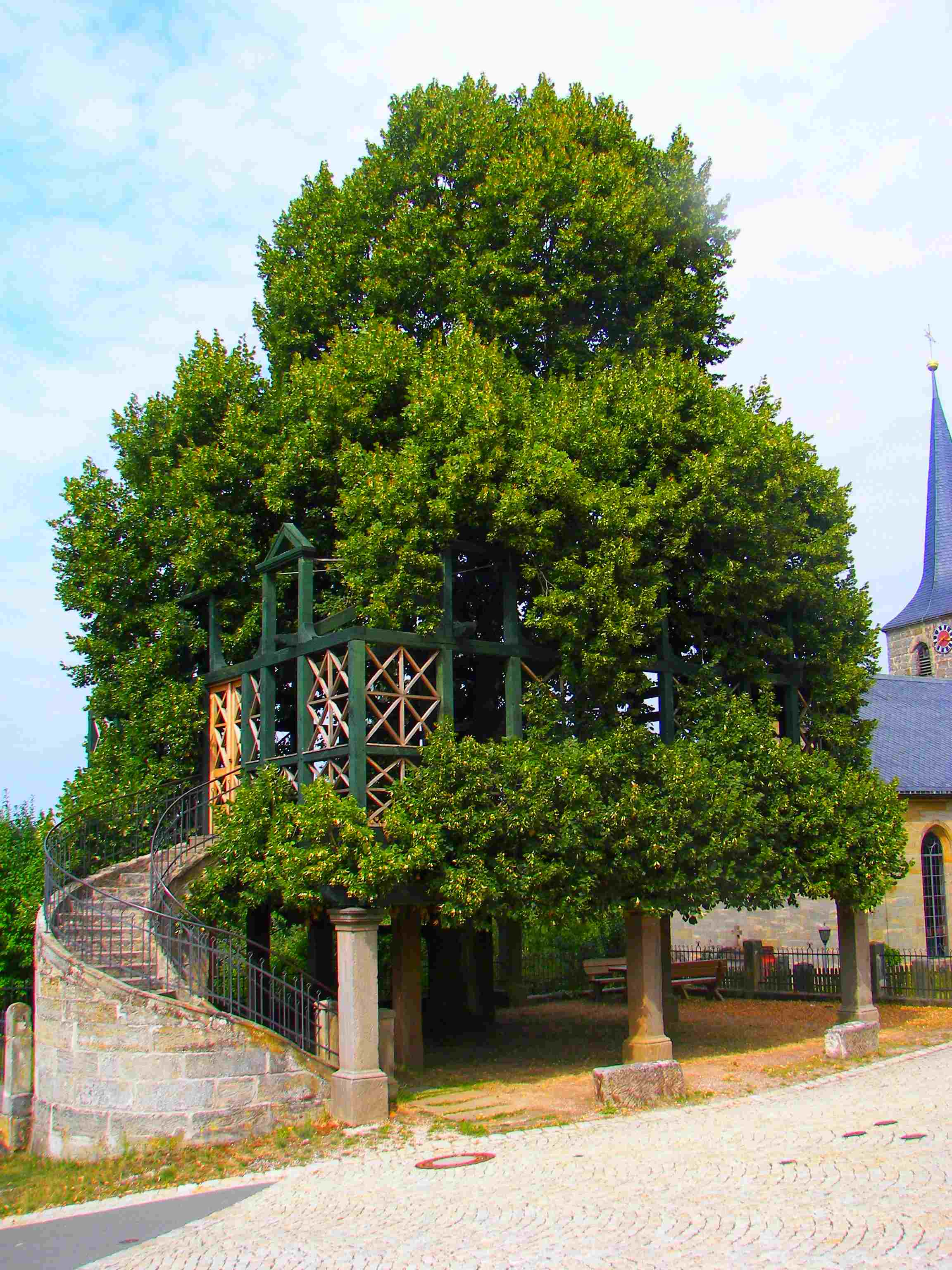
Tanzlinde in Peesten

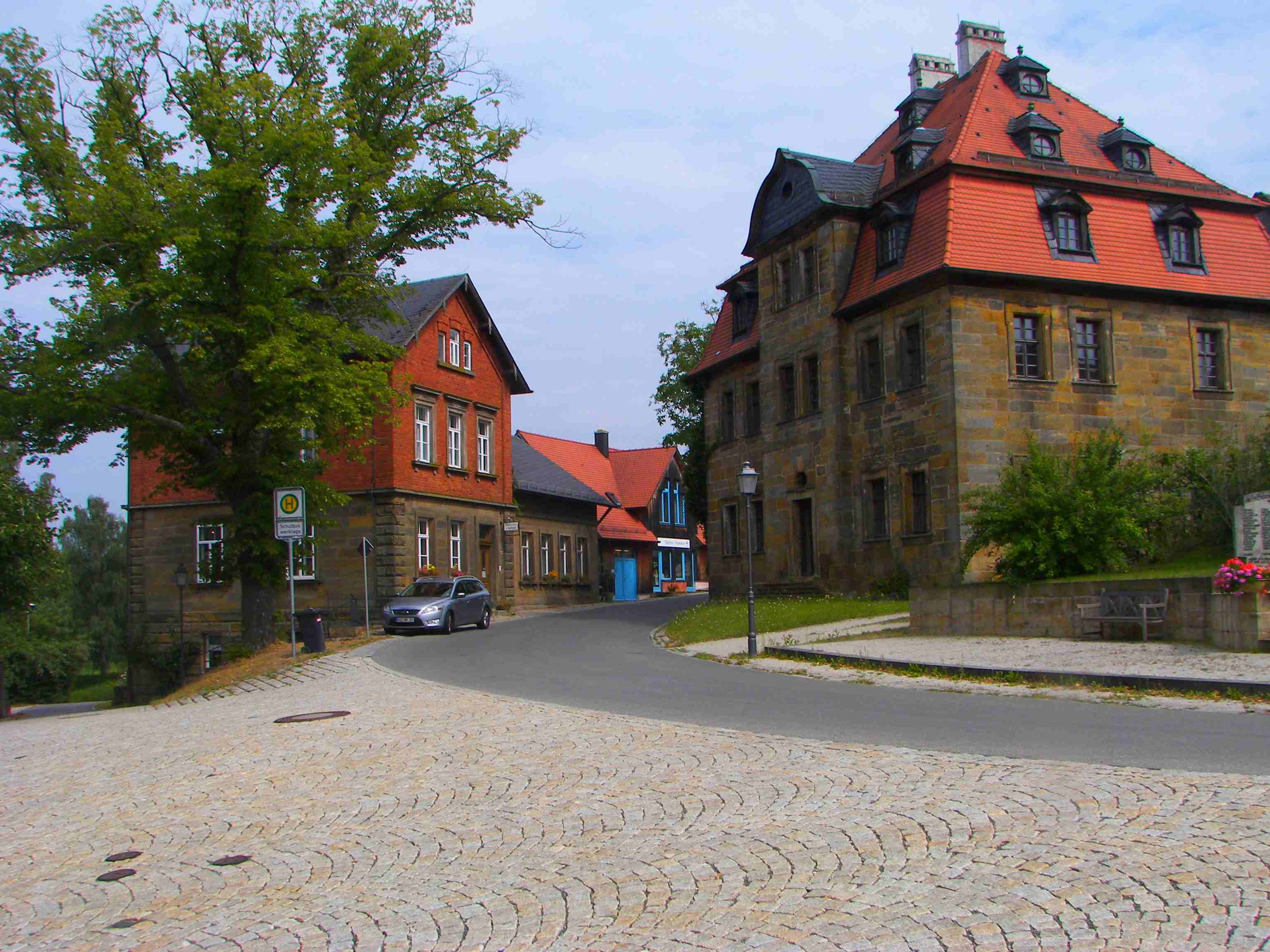
Schloss und altes Schulhaus

Peesten (oberfränkisch: Biesn) ist ein Gemeindeteil des Marktes Kasendorf im Landkreis Kulmbach (Regierungsbezirk Oberfranken, Bayern). Die Gemarkung Peesten hat eine Fläche von 3,703 km². Sie ist in 430 Flurstücke aufgeteilt, die eine durchschnittliche Flurstücksfläche von 8611,34 m² haben. In ihr liegen neben dem namensgebenden Ort die Gemeindeteile Dörnhof, Krumme Fohre (zum Teil) und Lichtentanne.

## Lage
Das Pfarrdorf bildet mit Lichtentanne im Osten eine geschlossene Siedlung. Im Norden fällt das Gelände ins Tal des Proßer Bachs ab. Die Kreisstraße KU 4 führt zur Staatsstraße 2190 bei Krumme Fohre (1,3 km südöstlich) bzw. an Krötennest vorbei nach Buchau (3,4 km nordwestlich). Eine Gemeindeverbindungsstraße führt nach Proß (1,1 km nordöstlich).

## Geschichte
1294/95 wurde ein „von Besthen“ urkundlich erwähnt. Dies ist zugleich die erste urkundliche Erwähnung des Ortes. 1398 wurde der Ort „Pesten“ genannt. Dem Ortsnamen liegt das sorbische Wort pĕsčane (mĕsto) (=sandiger Ort) zugrunde.
Gegen Ende des 18. Jahrhunderts bestand Peesten aus 36 Anwesen, einer Kirche, einem Pfarrhaus und einem Schulhaus. Das Hochgericht übte das Giech’sche Herrschaftsgericht Thurnau aus. Dieses hatte zugleich die Dorf- und Gemeindeherrschaft und die Grundherrschaft über sämtliche Anwesen (1 Mühle, 1 Schenkstatt, 1 Brauhaus, 1 Schmiede, 1 öde Backstube, 1 Schafflecken mit Wohnhaus, 5 Höfe, 2 Gütlein, 1 Halbgut, 16 Sölden, 2 Häuser, 1 Beckenhaus, 3 Häuslein, 1 ödes Häuslein, 1 Hofstatt).
Von 1797 bis 1810 unterstand der Ort dem Patrimonialgericht Thurnau. 1810 kam Peesten an das Königreich Bayern. Mit dem Gemeindeedikt wurde 1811 der Steuerdistrikt Peesten gebildet. Zu diesem gehörten Appenberg, Döllnitz, Dörnhof, Gundersreuth, Hammerhaus, Hammermühle, Heubsch, Krumme Fohre, Lichtentanne, Papiermühle, Proß und Pulvermühle. Mit dem Zweiten Gemeindeedikt (1818) entstand die Ruralgemeinde Peesten, zu der Dörnhof und Lichtentanne gehörten. Sie war in Verwaltung und Gerichtsbarkeit dem Herrschaftsgericht Thurnau (ab 1852 Landgericht Thurnau) zugewiesen und in der Finanzverwaltung dem Rentamt Kulmbach. In der freiwilligen Gerichtsbarkeit gehörte fast sämtliche Anwesen bis 1848 zum Patrimonialgericht Thurnau. 1856 wurde Peesten an das Rentamt Thurnau überwiesen (1919 in Finanzamt Thurnau umbenannt). Ab 1862 gehörte Peesten zum Bezirksamt Kulmbach (1939 in Landkreis Kulmbach umbenannt). Die Gerichtsbarkeit blieb beim Landgericht Thurnau (1879 in das Amtsgericht Thurnau umgewandelt), seit 1929 ist das Amtsgericht Kulmbach zuständig. Die Finanzverwaltung wurde 1929 vom Finanzamt Kulmbach übernommen. Die Gemeinde hatte eine Gebietsfläche von 3,712 km².
Am 1. Juli 1976 wurde die Gemeinde Peesten nach Kasendorf eingegliedert.

### Bau- und Naturdenkmäler
Wahrzeichen des Ortes ist die Tanzlinde, die 2001 nach historischem Vorbild wieder eingerichtet wurde. Ihr gegenüber steht das ehemalige Jagdschloss der Familie Giech, daneben die evangelische Pfarrkirche St. Maria. In Peesten gibt es insgesamt elf Baudenkmäler.
ehemaliges Baudenkmal
- Haus Nr. 11: Zweigeschossiges Haus, von zwei zu fünf Achsen, erste Hälfte des 19. Jahrhunderts. Erdgeschoss Sandstein, Obergeschoss nördlich und westlich sowie Giebel unter Verschieferung vermutlich mit Fachwerk.[15]

## Religion
Peesten ist Sitz der Pfarrei St. Maria, die seit der Reformation evangelisch-lutherisch geprägt ist.